# Veemarkt (handel)

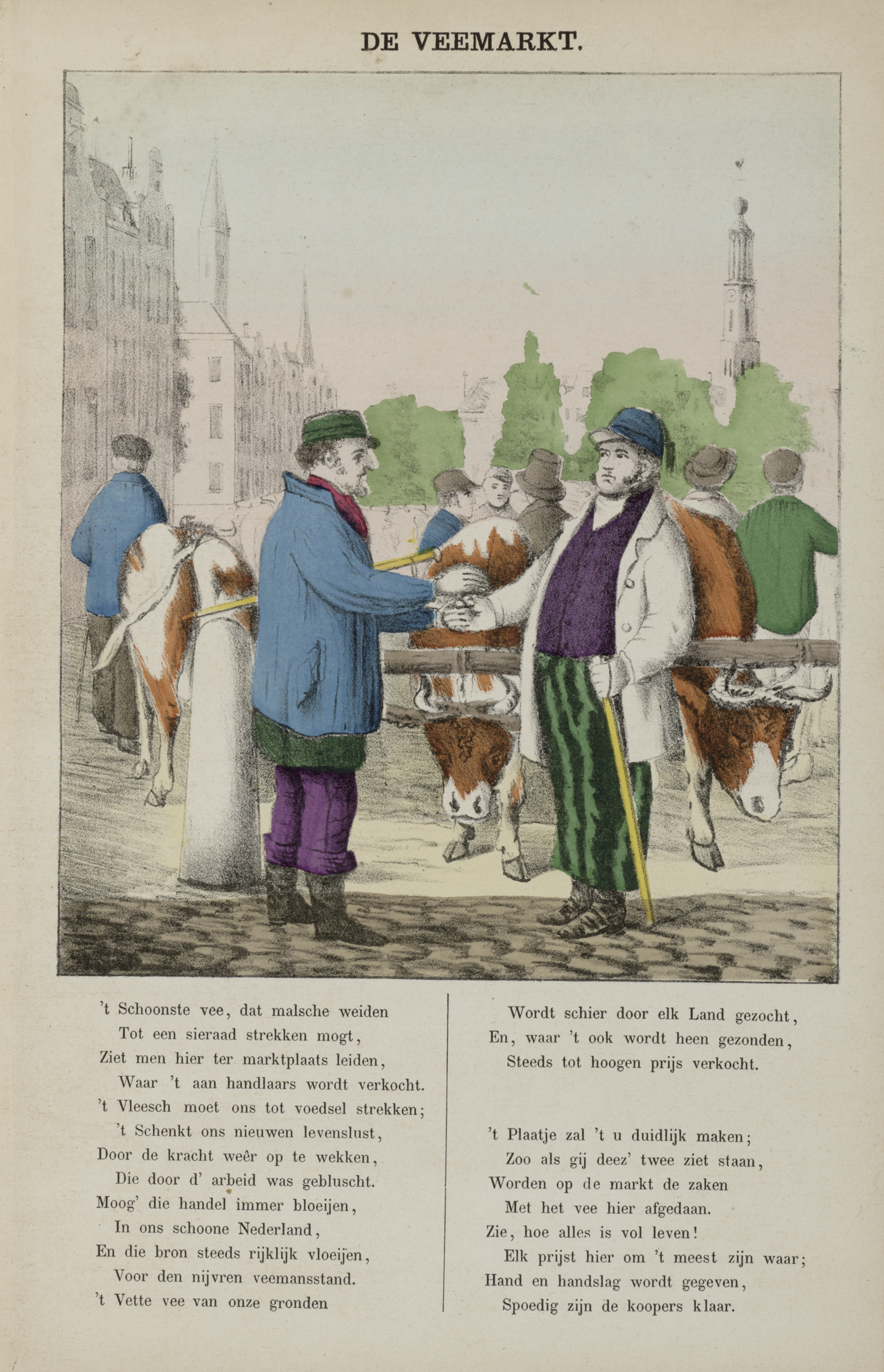
Veemarkt; illustratie in een negentiende-eeuws prentenboek

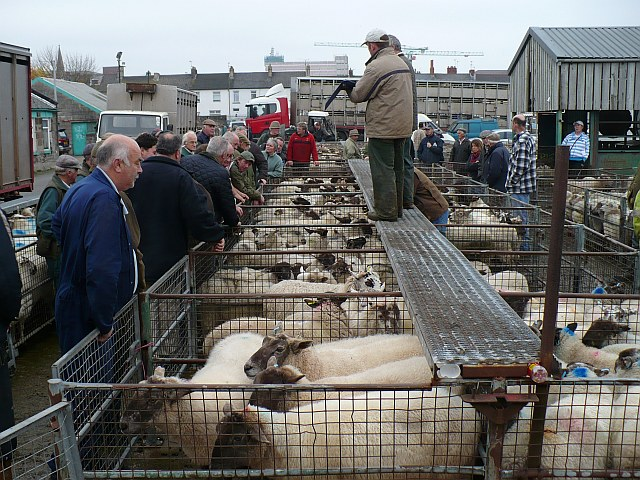
Veemarkt in Newport, Wales

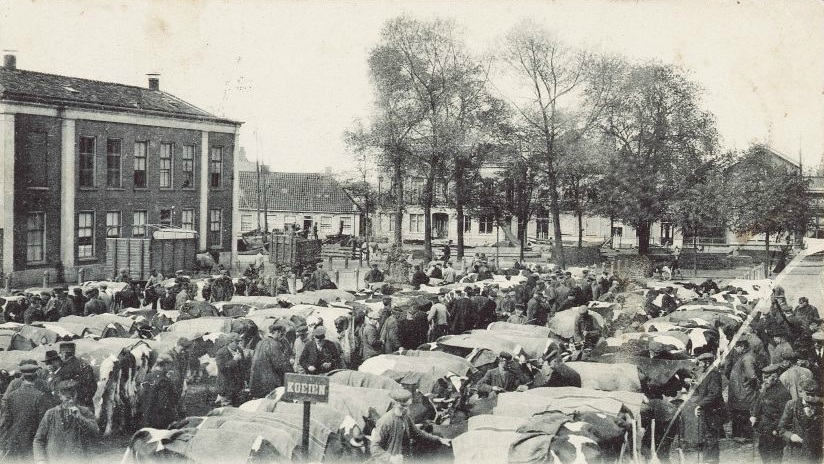
Veemarkt op het Martiniplein in Sneek, 1903

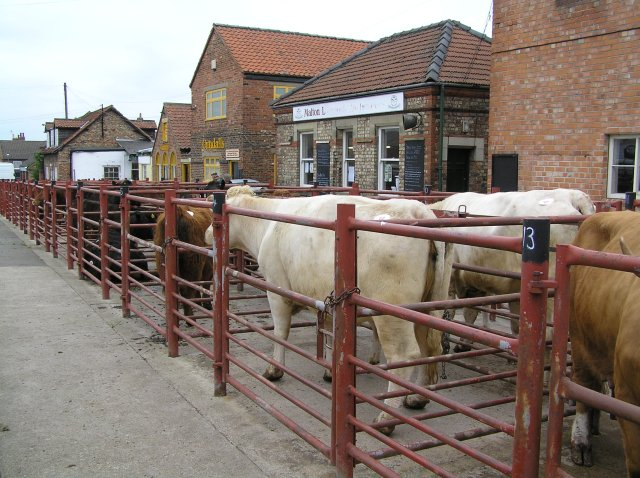
Veemarkt in Malton

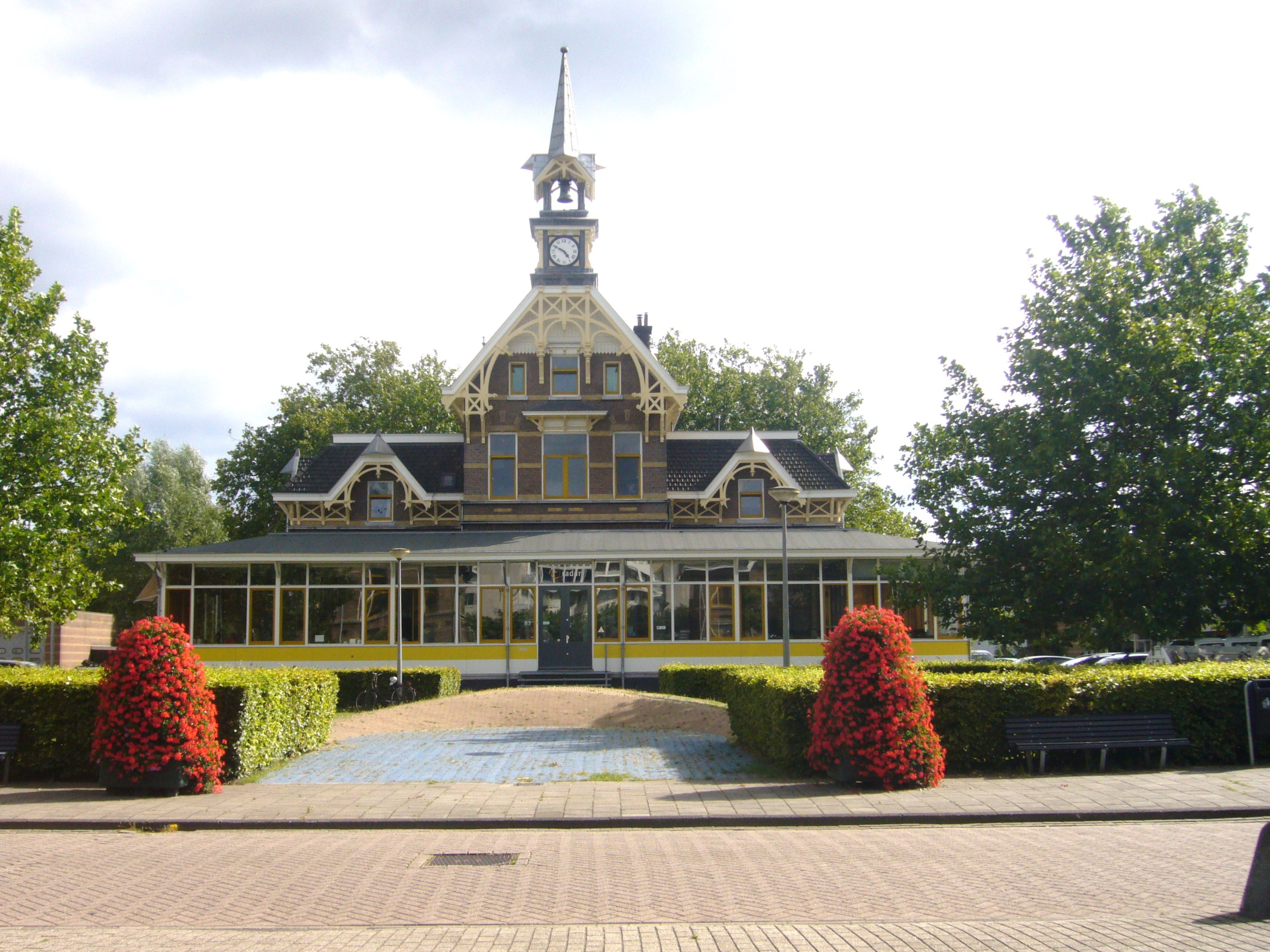
Veemarkt Amsterdam, kantinegebouw

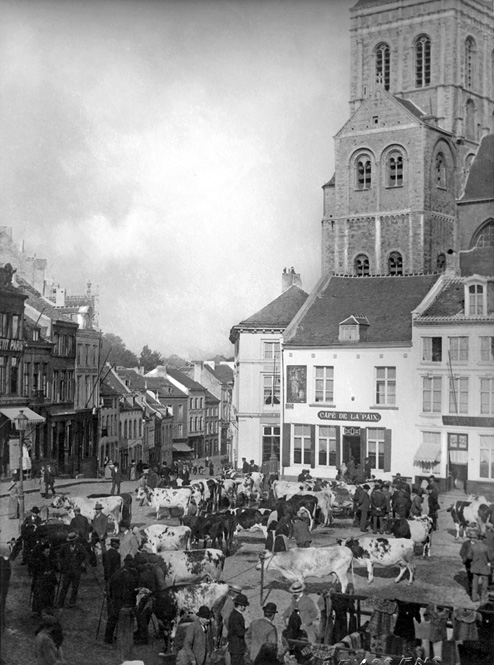
Veemarkt in Tienen, België (voor 1914)

Een veemarkt is een markt waarop levend vee wordt verhandeld.
Omdat vee sinds de vroege oudheid een grote rol speelt in het leven van de mens, zijn veemarkten al duizenden jaren op alle continenten te vinden. Het Forum Boarium (markt voor runderen) in het antieke Rome is een voorbeeld uit de oudheid en tal van steden in Nederland en België kennen pleinen met namen die naar de handel in vee in het openbaar verwijzen, zoals de Veemarkt in Amsterdam, Tilburg of Kortrijk, Beestenmarkt in Leiden, Koemarkt in Purmerend of Paardenmarkt in Antwerpen. Uit speelfilms en romans zijn de cowboys uit de Verenigde Staten bekend, die te paard grote kuddes koeien van de velden naar de markten voerden.
Van oudsher is de handel aan regels gebonden, een voorbeeld is bekend uit de Codex Hammurabi, een verzameling regels samengesteld in Mesopotamie ongeveer 1780 voor Chr.

## Handslag
Op traditionele veemarkten in Nederland en België werd en wordt het vee meestal middels handslag verkocht, ook "handjeklap" genoemd. Daarbij slaat degeen die een prijs noemt (bieder of later) de hand van boven naar beneden op de opgehouden open hand van de ander, zolang tot men een prijs heeft bereikt die voor beide aanvaardbaar is. Dan gaf men elkaar een hand om de koop te bezegelen. Lukte dat niet, trok men de hand op de rug. Als het handjeklap lang duurde, werd er stevig over de prijs onderhandeld. Iedere markt had zijn eigen regels. Sommige plaatsen waren vanwege hun veemarkt bekend en de toeloop op markdagen was niet alleen voor de boeren maar ook voor hotels, horeca en detailhandel van belang. Tijdens jaarlijkse markten werd daarom ook vaak ook een kermis georganiseerd.

## Nederlandse markten
In 1965 kende Nederland nog zeventien veemarkten. De meeste markten zijn in het begin van de 21e eeuw gesloten in verband met de mkz-crisis (2001). Alleen in Leeuwarden en Purmerend wordt in Nederland nog een veemarkt gehouden. Deze markten spelen een grote rol in de prijsvorming van het vee. Maakten de veemarkten in Nederland in het recente verleden deel uit van het gemeentelijk marktwezen, daarvoor waren ze verankerd in het leenstelsel, waar een vorst, kerk, klooster of leenheer de regels bepaalde en ook tegenwoordig zijn de markten niet in publieke hand maar georganiseerd in een stichting of vereniging. Naast de regelmatig gehouden veemarkten zijn er gespecialiseerde paardenmarkten.

### Leeuwarden
Hoewel er tot in 1992 ook een veemarkt in Sneek was, groeide de markt in Leeuwarden sneller en werd ze de belangrijkste markt voor Noord-Nederland. De markt wordt geëxploiteerd door de Stichting Veehandelcentrum Noord- Nederland. In 2021 verhuisde ze naar bedrijventerrein Hemrik. Dat jaar passeerden ca. 150.000 dieren de markt.

### Purmerend
Vroeger werd deze gehouden op de Koemarkt. Per 1 maart 2008 is de veemarkt in Purmerend overgegaan in particuliere handen. Op dinsdag worden nuchtere kalveren verhandeld, op woensdag schapen en op vrijdag runderen.

### Voorheen
Voorheen waren er veel veemarkten, onder anderen in:
- Alkmaar: paardenmarkt
- Alphen aan den Rijn: paardenmarkt in september, beesten en koeienmarkten in november, aangekondigd in kranten van 1776.[3] Omgezet in algemene jaarmarkt 1975, derde woensdag van september.[4][5]
- Amsterdam, de voormalige veemarkt in Amsterdam is nu bedrijventerrein
- Deventer kende net buiten de verdedigingswerken een veemarkt, die bij de groei van de stad aan het einde van de negentiende eeuw in de toen nieuwe wijk Voorstad kwam te liggen: de Beestenmarkt.
- Doetinchem: voormalige paarden en koeienmarkt; de oude hal, waar de laatste jaren evenementen georganiseerd werden, is nu verdwenen, evenals het parkeerterrein. De gemeente is in 2007 begonnen met de herindeling van het terrein en heeft kavels verkocht voor woningbouw.
- Egmond binnen: koemarkt, paardenmarkt, aankondiging krant 1787.[6]
- Elst: paardenmarkt, oudst bekende vermelding 1260.[7]
- Gouda: paardenmarkt.[8]
- Groningen: de veemarkt waar nu De Oosterpoort staat, dateerde uit 1892 en was de zevende markt van Nederland. Deze verhuisde in 1964 naar de Sontweg. Al in de middeleeuwen had Groningen een veemarkt, onder andere op de Ossemarkt.
- Haarlem: paardenmarkt (schilderij uit 1666).[9]
- Heenvliet, sinds het begin van de 17de eeuw een paardenmarkt
- 's-Hertogenbosch: waar nu de Brabanthallen 's-Hertogenbosch staan, was een markt voor paarden, runderen en biggen.
- Hoorn, op de huidige Veemarkt en het Kleine Noord werden koeien verhandeld. Op een deel van het Scharloo werden varkens verhandeld. Ook op de huidige Noorderveemarkt stond vee.
- Leiden: tot 2001 een belangrijke regionale veemarkt in de Groenoordhallen; in de binnenstad herinneren straatnamen als (Nieuwe) Beestenmarkt, Lammermarkt, Oude Varkenmarkt en Kalvermarkt nog aan de veehandel die hier gedreven werd.
- Nijkerk: maandag was veemarkt, van tien tot elf uur werd de beiaard in de toren van de Grote Kerk bespeeld. Het vee werd in de 18de eeuw al in het waaggebouw gewogen.
- Nijmegen: kreeg nieuwe overdekte hallen in 1939.
- Opmeer: paardenmarkt.[10]
- Rotterdam: van 1867 tot in 1973 werd er (op maandag en dinsdag) veemarkt gehouden in de buurt Rubroek in Crooswijk, tussen de Goudse Rijweg, de Hugo de Grootstraat en de Boezemweg in. Na opheffing ervan is het terrein in de jaren zeventig en tachtig van de twintigste eeuw bebouwd. De 'Veemarktstraat' op deze locatie herinnert nog aan dit verleden.
- Schiedam: paardenmarkt, bekendmaking krant 1788: ordinaire paardenmarkt wordt dit jaar niet gehouden.[11]
- Utrecht: de eerste veemarkt in Utrecht was op de Neude. De drassige grond werd in 1450 verhard, zodat er markten en kermissen gehouden konden worden. Op 28 april 1582 werd de markt verplaatst naar de Catharijnevelt (nu Vredenburg) waar tot 1928 de markt voor runderen, paarden, varkens en schapen bleef. Daarna verhuisde de markt naar de Croeselaan. In 1965 had Nederland nog zeventien veemarkten, waarvan Utrecht de vierde plaats innam. Er werd besloten naar de Voorveldse polder te gaan waar een groot overdekt complex werd gebouwd dat in 1970 in gebruik genomen werd. Daar worden ook andere markten gehouden, zoals een automarkt. De Utrechtse veemarkt werd in 2011 voor het laatst gehouden.
- Valkenburg (Zuid-Holland): de oudste paardenmarkt van Nederland[bron?]
- Voorschoten: sinds het begin van de 13de eeuw een paardenmarkt
- Weesp: beestenmarkt en paardenmarkt, minstens vanaf 1759 (aankondiging in krant).[12]
- Woerden: paardenmarkt daags na de paardenmarkt in Utrecht, vermelding krant uit 1762.[13]
- Wolvega: Sinds eind 19de eeuw tot de jaren 60 een van de grootste varkensmarkten van Nederland.[14][15]
- Zuidlaren: de Zuidlaarder paardenmarkt is de bekendste paardenmarkt in Nederland en is de grootste in West-Europa.[bron?] Altijd op de derde dinsdag in oktober. In het jaar 1200 werd er melding gemaakt van deze markt. Het is mogelijk dat deze al eerder werd gehouden.
- Zwolle: de oudste marktplaats van Nederland, bestond al in de 11de eeuw.[bron?] De ligging was ideaal, met open toegang tot de Zuiderzee.

### Online
Door strengere wetgeving omtrent vervoer en samenkomst van levende have is het aantal fysieke veemarkten afgenomen en zijn er verschillende online veemarkten ontstaan.

## Belgische markten
In het Koninklijk Besluit van 9 juli 1999 staat dat alleen nog erkende veemarkten kunnen blijven voortbestaan. Het zijn er dan nog negen. Er moet zwaar worden geïnvesteerd om aan de nieuwe Europese regels te voldoen. Anderlecht was de eerste markt die aan de nieuwe regels voldeed, maar hield eind 2008 op te bestaan. De handel via veemarkten loopt in België hard achteruit, van 800 000 runderen in 1980 tot 365 000 in 2002.

### Ciney
Ciney heeft de grootste markt voor mager vee, in de regel geen slachtvee. Wel worden er oude melkkoeien verkocht om onmiddellijk te worden geslacht. In 2000 werden de markten van Anderlecht en Ciney aangeklaagd door GAIA wegens dierenmishandeling. De Brusselse correctionele rechtbank achtte in 2002 het filmmateriaal dat GAIA als bewijs aanvoerde niet toelaatbaar en sprak de handelaren vrij. Naar aanleiding van Europese richtlijnen om uitbraken van dierenziektes te voorkomen, is in Ciney voor ruim 1,5 miljoen euro in dierenwelzijn en sanitaire veiligheid geïnvesteerd.

### Sint-Lievens-Houtem
Sint-Lievens-Houtem heeft de grootste jaarlijkse veejaarmarkt van Vlaanderen.

### Zomergem
Sinds 1853 wordt in Zomergem jaarlijks de Vette Veemarkt georganiseerd, thans op het marktplein van de gemeente. Meestal wordt die gehouden op een vaste datum: op zondag én drie weken voor Pasen. Met de 143ste editie in 2010 werd er opnieuw aangeknoopt met de oude traditie, namelijk het presenteren én verkopen van slachtrijpe dieren. Dit evenement gaat steeds gepaard met tal van randanimatie.

### Voorheen
Voorheen waren er ook veemarkten in onder andere:
- Anderlecht: de markt was van een van de grootste van België, maar is gesloten sinds december 2008. De monumentale hallen uit 1890 bleven bestaan.
- Brugge: de stad maakte eind 2008 bekend dat het gebouw van de oude veemarkt in de Sint-Pieterszuidstraat in Sint-Pieters-op-den-Dijk, gebouwd in 1953-1954 door architect Jozef Lantsoght op een stuk grond dat ruim 26.000 m² groot is, zou worden verkocht om er een winkelcentrum te realiseren.
- Sint-Jans-Molenbeek: de markt werd in 1998 gesloten.